# 940-й истребительный авиационный полк
940-й истребительный авиационный полк (940-й иап) — воинская часть Военно-воздушных сил (ВВС) Вооружённых Сил РККА, принимавшая участие в боевых действиях Великой Отечественной войны. Расформирован в 1988 году.

## Наименования полка

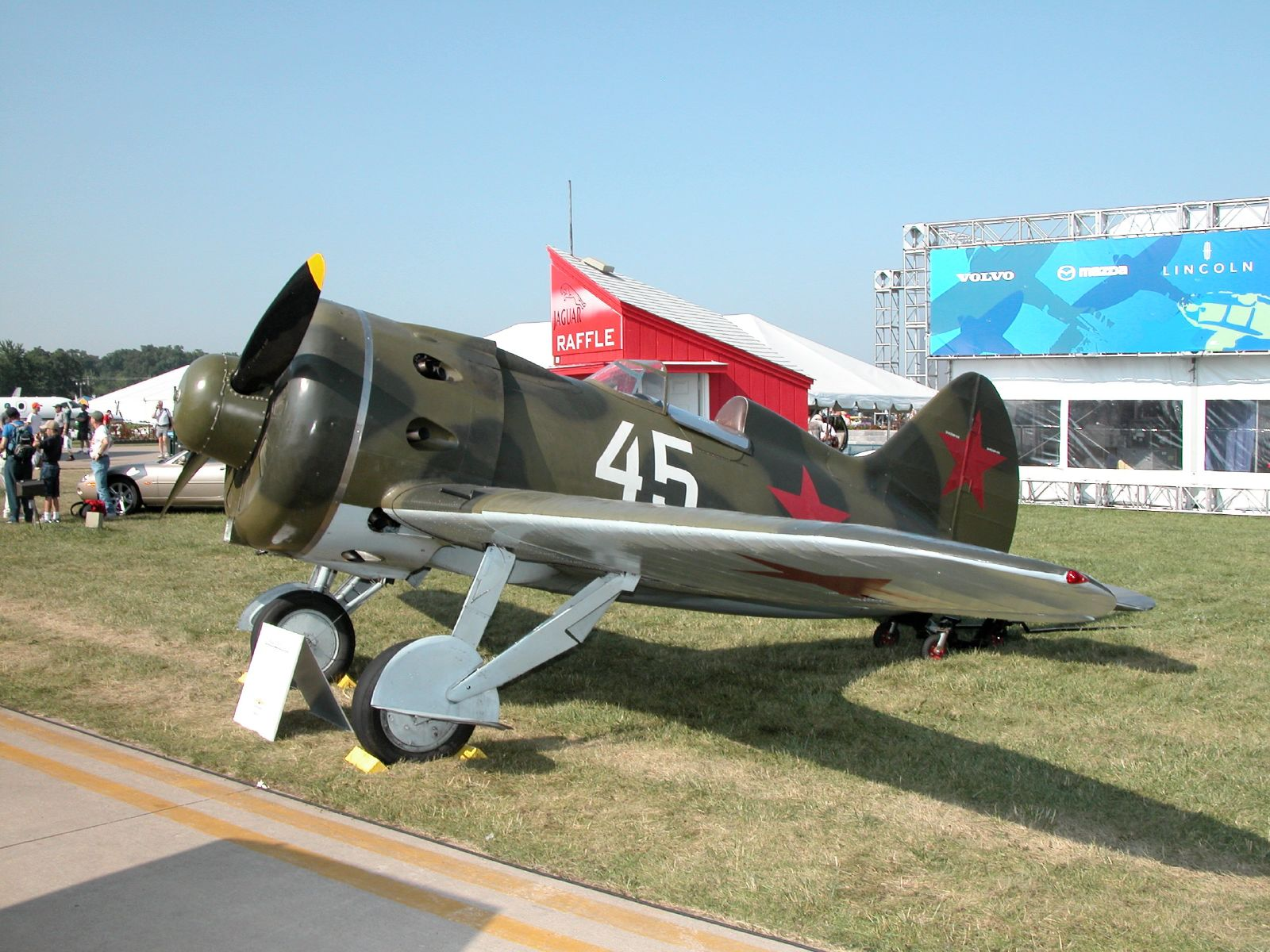
Истребителями И-16 полк был вооружён при формировании

За весь период своего существования полк менял своё наименование:
- 940-й истребительный авиационный полк[1];
- 940-й истребительно-бомбардировочный авиационный полк (18.03.1960 г.)[2];
- 940-й авиационный полк истребителей-бомбардировщиков (11.11.1976 г.)[2];
- Войсковая часть (Полевая почта) 45197[1][2].

## История полка
Полк сформирован сформирован 5 августа 1942 года в составе 245-й истребительной авиадивизии ВВС Забайкальского фронта на аэродроме 3-й разъезд Читинской области на основе кадров 24-го запасного авиаполка, личного состава 541-го ббап, 718-го иап и 24-го зап по штату 015/134 на самолётах И-16 по приказу НКО № 00153 от 27.07.1942 г и приказу Командующего ЗабФ № 00517 от 03.08.1942 г.
В составе 245-й истребительной авиадивизии 15 августа 1942 года вошёл в состав 12-й воздушной армии Забайкальского фронта. 5 декабря 1942 года лётный состав во главе с командиром полка убыл на советско-германский фронт и поступил, в основном, в 160-й истребительный авиационный полк.
Из 245-й истребительной авиадивизии полк 8 июля 1943 года передан в состав 316-й штурмовой авиационной дивизии 9-й воздушной армии Дальневосточного фронта. В середине июля (15.07.1944 г.) полк переформирован по штату 015/364. В ноябре 1944 года полк возвращён в состав 245-й истребительной авиадивизии 12-й воздушной армии Забайкальского фронта, а в декабре перевооружён с И-16 на истребители Як-9. К началу войны с Японией полк имел (08.08.1945 г.) в боевом составе 38 Як-9.
В период с 9 августа 1945 года по 3 сентября 1945 года полк в составе 245-й истребительной авиационной дивизии 12-й воздушной армии Забайкальского фронта принимал участие в советско-японской войне на самолётах Як-9. Принял участие в Хингано-Мукденской наступательной операции.

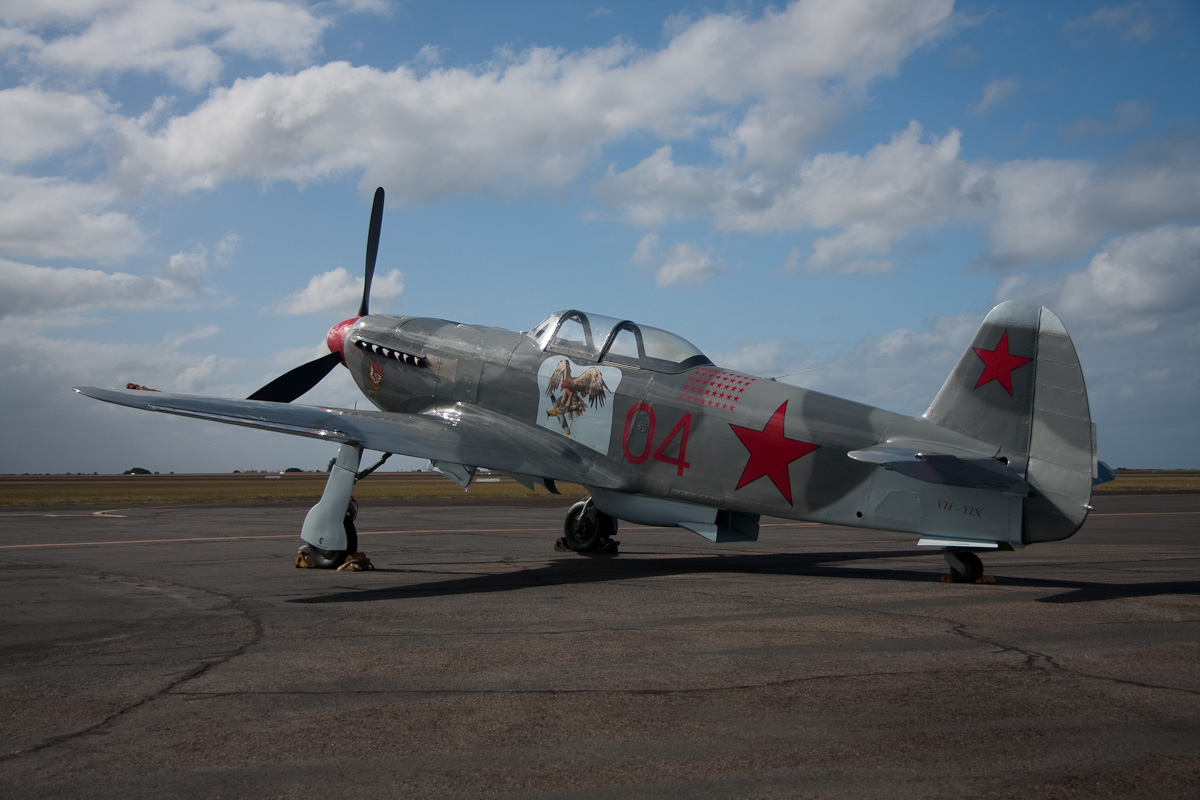
На самолётах Як-9 полк принимал участите в Советско-японской войне

### В действующей армии
В составе действующей армии:
- с 9 августа 1945 года по 3 сентября 1945 года.

### Командир полка
- майор Долженко Павел Ульянович, 14.04.1945 — 25.01.1947 г[1].

За период войны полк выполнил:
- боевых вылетов — 256, из них:
  - на прикрытие наземных войск — 59;
  - на сопровождение транспортных самолётов — 4;
  - на разведку — 67;
  - на занятие аэродромов противника — 126.

Встреч с самолётами противника, воздушных боёв и боевых потерь не было.
Свои потери (небоевые):
- лётчиков — нет;
- самолётов — 2 (1 Як-9 и 1 Як-7у).

### Послевоенная история полка
После войны полк продолжал базироваться на аэродроме в г. Дальянь (Китай), по-прежнему входя в состав 245-й истребительной авиационной дивизии.
24 сентября 1945 года полк вместе с дивизией из 12-й воздушной армии передан в состав 9-й воздушной армии Приморского военного округа. В июле 1946 года полк перевооружён на американские самолёты Bell P-63 Kingcobra («Кингкобра» Р-63). В декабре 1952 года полк передан в состав вновь сформированной 37-й истребительной авиационной дивизии 83-го смешанного авиационного Хинганского корпуса и переучился на МиГ-15. В июне 1953 года полк вместе с дивизией передан в 64-й истребительный авиационный корпус и убыл в Китай на аэродром Саншилипу. В период с июля 1953 года по ноябрь 1953 года полк участвовал в боевых действиях против сил ООН.
В июне 1954 года полк перебазировался на аэродром Россь и вошёл в состав 95-й истребительной авиационной дивизии 26-й воздушной армии. В 1955 году полк переучился на МиГ-17. В 1960 году перебазировался на аэродром Поставы и 18 марта переведён в истребительно-бомбардировочную авиацию, получил новое наименование — 940-й истребительно-бомбардировочный авиационный полк и вошёл в состав 1-й гвардейской истребительно-бомбардировочной Сталинградской ордена Ленина дважды Краснознамённой орденов Суворова и Кутузова авиационной дивизии.
В ноябре 1976 года полк был переименован в 940-й авиационный полк истребителей-бомбардировщиков и получил новые самолёты Су-7Б (БМК, БКЛ), на которых пролетал до 1982 года. В 1982 году полк получил МиГ-27 М (Д). В мае 1988 года полк расформирован на своём аэродроме Поставы в составе 1-й гвардейской авиационной Сталинградской ордена Ленина дважды Краснознамённой орденов Суворова и Кутузова дивизии истребителей-бомбардировщиков.
| МиГ-17 | МиГ-15 | МиГ-17 |

## Благодарности Верховного Главнокомандования
Воинам полка в составе дивизии объявлены благодарности Верховного Главнокомандующего:
- За отличные боевые действия в боях с японцами на Дальнем Востоке и овладение городами Цзямусы, Мэргэнь, Бэйаньчжэнь, Гирин, Дайрэн, Жэхэ, Мишань, Мукден, Порт-Артур, Харбин, Цицикар, Чанчунь, Яньцзи[4].

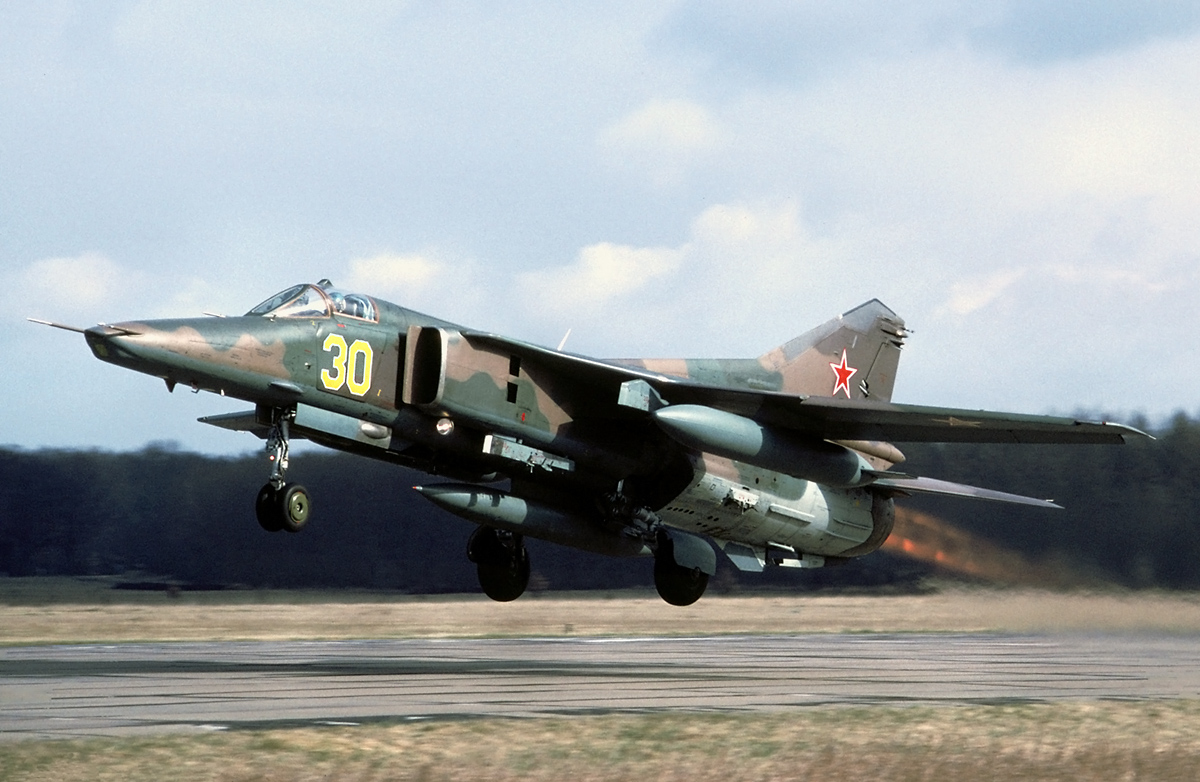
МиГ-27М. Полк летал на таких до своего расформирования